# Muriel Noah Ahanda
Muriel Noah Ahanda (* 25. Mai 1982) ist eine ehemalige kamerunische Sprinterin, die sich auf den 400-Meter-Lauf spezialisiert hat.

## Sportliche Laufbahn
Erste internationale Erfahrungen sammelte Muriel Noah Ahanda im Jahr 2002, als sie bei den Commonwealth Games in Manchester in 3:32,74 min den sechsten Platz mit der kamerunischen 4-mal-400-Meter-Staffel belegte und damit einen neuen Landesrekord aufstellte. Im Jahr darauf nahm sie an den Afrikaspielen in Abuja teil und schied dort mit 54,15 s im Halbfinale über 400 Meter aus und gewann mit der Staffel in 3:31,52 min gemeinsam mit Hortense Béwouda, Carole Kaboud Mebam und Mireille Nguimgo die Silbermedaille hinter dem nigerianischen Team. 2004 schied sie bei den Afrikameisterschaften in Brazzaville mit 53,84 s im Vorlauf aus und gewann in 3:30,77 min gemeinsam mit Hortense Béwouda, Carole Kaboud Mebam und Delphine Atangana die Bronzemedaille hinter den Teams aus dem Senegal und Südafrika. Anschließend startete sie mit der Staffel bei den Afrikameisterschaften in Athen und verpasste dort mit 3:29,93 min den Finaleinzug. 2005 belegte sie bei den Spielen der Frankophonie in Niamey in 55,56 s den siebten Platz über 400 Meter und belegte mit der 4-mal-400-Meter-Staffel in 3:46,38 min den vierten Platz und wurde mit der 4-mal-100-Meter-Staffel mit 46,72 s Fünfte. Im Jahr darauf startete sie erneut bei den Commonwealth Games in Melbourne und schied dort mit 57,76 s in der ersten Runde aus und beendete daraufhin ihre aktive sportliche Karriere im Alter von 23 Jahren.

## Persönliche Bestzeiten
- 400 Meter: 53,83 s, 1. August 2004 in Sestriere